# 小林信保
小林 信保（こばやし のぶやす、1965年〈昭和40年〉8月24日 - ）は、日本の政治家。山梨県大月市長（1期）。元大月市議会議員（2期）。

## 来歴
山梨県大月市大月に生まれる。大月市立大月東小学校、大月市立大月東中学校、山梨県立都留高等学校卒業。1988年（昭和63年）3月、法政大学工学部経営工学科卒業。同年4月、家業の建材店を継ぐため建材の問屋に就職。1990年（平成2年）、父の具合が悪くなったため水下ベニヤ商会に入社し、家業を継ぐ。
2005年（平成17年）、日本青年会議所関東地区山梨ブロック協議会副会長に就任。
2011年（平成23年）、大月市議会議員に初当選。2015年（平成27年）、2期目トップ当選を果たす。副議長に就任。
2019年（平成31年）3月28日、任期満了に伴う大月市長選挙に立候補する意向を表明。同年（令和元年）6月30日に行われた市長選で、自民党籍の長崎幸太郎知事や卯月政人県議の支援を受けた現職の石井由己雄を破り、初当選した。8月6日、市長就任。
※当日有権者数：21,133人 最終投票率：79.31%（前回比：－2.75pts）
| 候補者名   | 年齢 | 所属党派 | 新旧別 | 得票数  | 得票率 | 推薦・支持 |
| ---------- | ---- | -------- | ------ | ------- | ------ | ---------- |
| 小林信保   | 53   | 無所属   | 新     | 9,413票 | 56.80% |            |
| 石井由己雄 | 72   | 無所属   | 現     | 7,159票 | 43.20% |            |

2023年（令和5年）7月2日に行われた市長選で石井を再び破り再選した。
※当日有権者数：19,494人 最終投票率：78.77%（前回比：－0.54pts）
| 候補者名   | 年齢 | 所属党派 | 新旧別 | 得票数  | 得票率 | 推薦・支持 |
| ---------- | ---- | -------- | ------ | ------- | ------ | ---------- |
| 小林信保   | 57   | 無所属   | 現     | 9,337票 | 61,69% |            |
| 石井由己雄 | 76   | 無所属   | 元     | 5,799票 | 38,31% |            |